# 愚笨的人類/人類大反擊
〈愚笨的人類/人類大反擊〉（英語：Mortal Folly/Mortal Recoil）是《探險活寶》第二季的第24及25集。在卡通頻道2011年2月28日播出。本集以阿寶和魔法狗老皮為主角。在〈愚笨的人類〉，阿寶和老皮必須找到陰魔王，而冰霸王纏他們，並說要娶泡泡糖公主。之後看似擊敗陰魔王，但冰霸王意外放掉泡泡糖公主，陰魔王的力量才轉移到她身上。 在〈人類大反擊〉，泡泡糖公主被陰魔王附身，於是阿寶和老皮與冰霸王合作阻止她。之後泡泡糖傷勢嚴重，且沒有足夠的糖果生物質量救了她，就這樣回到13歲的樣子。

## 劇情

### 愚笨的人類
泡泡糖公主冥想與阿寶和老皮冥想，有一個跟很久以前被傳奇的英雄比利困在一塊琥珀中邪惡亡靈巫師陰魔王的預感。泡泡糖講她的夢給阿寶和老皮，於是他們三人到泡泡糖皇宮頂部的樹木，那裏有琥珀藏著東西; 泡泡糖還在阿寶和老皮的頭上放阻止陰魔王對他們施控制心理的魔法寶石。蝸牛檢查琥珀的時候，在陰魔王施咒語之下幫助他打破琥珀，而阿寶和老皮沒有注意到。然後陰魔王從王國暴出，一路上留下破壞。
阿寶和老皮使用比利的傳奇手套以及泡泡糖編織的特別粉紅毛衣之後追趕他，但一直被冰霸王打斷，他不斷要與泡泡糖結婚，並想得到阿寶和老皮的祝福。他們卻不屑一顧，而冰霸王綁架了泡泡糖，並跟著追趕陰魔王的兩位英雄阿寶和老皮。陰魔王終於到達他的巢穴，一個廢棄的地鐵站，並創造一個綠色液體池，用來計劃恢復自己體力及摧毀世界。
阿寶、老皮、冰霸王和泡泡糖跟著陰魔王進入他的巢穴。在糾纏中，比利手套被陰魔王摧毀，阿寶打破了他的寶石。陰魔王對阿寶控制心理，但阿寶能抵抗。然後顯示，泡泡糖給阿寶的毛衣有股力量能擊退陰魔王，是因為它充滿“非常喜歡一個人”。芬恩然後拿起毛衣，蓋住陰魔王的眼窩，將把臉切掉，這似乎是要殺他。然而，冰霸王不小心把泡泡糖掉入陰魔王的邪惡桶，使阿寶和老皮恐懼。

### 人類大反擊
在泡泡糖公主落入陰魔王之力源之後，她被糖果王國醫院拯救。然而，冰霸王覺得有些扭曲，並警告阿寶，但阿寶憤怒地罵他，並告訴他離開王國。然後阿寶和老皮專注照顧失常的泡泡糖公主。起初她說需要休息，但立即開始做出奇怪的動作，比如在床上抽搐。阿寶拿泡泡糖所要的武器級钚、銨和汽油等物品而離開，而老皮為泡泡糖唱歌打起精神。
然而事與願違，泡泡糖用某種黑魔法燃起她臥室。顯然泡泡糖已被陰魔王附身。阿寶回來，兩人發現泡泡糖在浴缸混合阿寶所得的成分，然後喝了。她立即就變成一個怪物；並向牆壁投擲阿寶和老皮，兩人就發現冰霸王。這三個組一支不大有希望的結盟，聯手擊敗被陰魔王附身的泡泡糖。
當阿寶讓她分心，冰霸王用冰凍能力凍結泡泡糖。不過由於被凍結的泡泡糖倒下並碎成的到處都是，成功之時破滅。身體部位再次送入醫院重新組裝。然而，沒有足夠的碎片完成，所以最終回到13歲的女孩。令13歲的阿寶很興奮，但冰霸王因為年齡而暫時放棄追泡泡糖。在本集結束，陰魔王已經再次附身到蝸牛，向著畫面憤怒揮手道別。

## 幕後製作

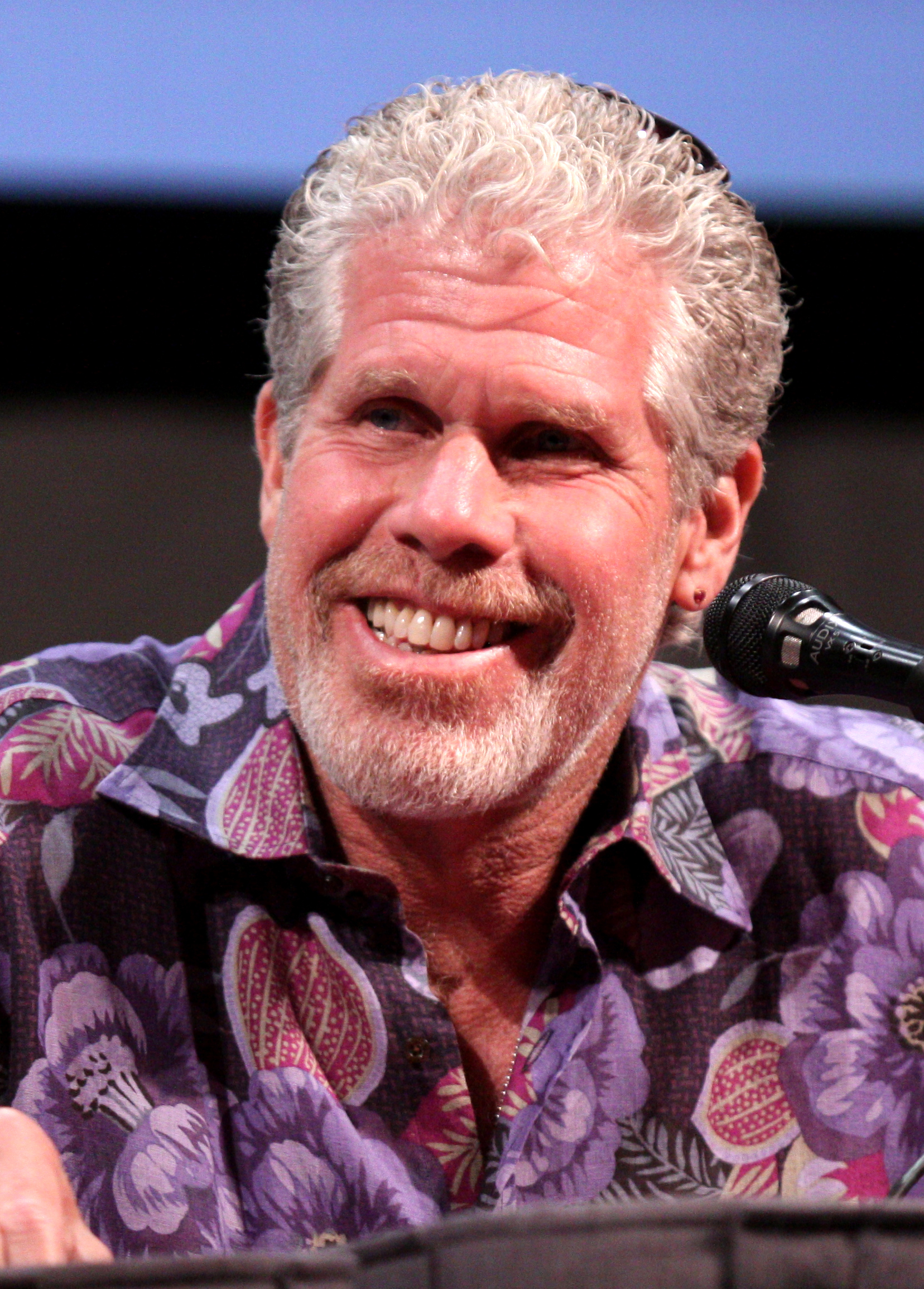
《愚笨的人類》用由朗·普尔曼配演的主要反派角色陰魔王。

《愚笨的人類》和《人類大反擊》均由拉里·萊奇力特指導。上半場由芮貝卡·薛格和亞當·穆托撰寫劇本和製作分鏡，而下半部分由傑西·莫伊尼漢和科爾·桑切斯撰寫劇本和製作分鏡。兩者都是基於馬克·班克（Mark Banker）、肯特·奧斯本、派屈克·麥克海爾和原創潘得頓·沃德的故事。《愚笨的人類》的原始大綱中，陰魔王有幾句台詞將他塑造成典型惡棍。薛格和穆托決定讓他變成一個更“可怕又危險”角色，並有意發揮本集的黑暗要素。此外，泡泡糖公主的毛衣應該是“魔法”和“雷射武器”。然而，薛格認為如果這件毛衣只是充滿正向感情的普通毛衣，感情會更加強烈。阿寶將毛衣埋入陰魔王的眼窩，然後頭骨分裂的場景取自薛格在高中時的藝術設計理念; 她想畫一個漫畫，是一個小人展開戰鬥，然後被推到天花板上。
《愚笨的人類》和《人類大反擊》亮點是主要反派角色陰魔王第一次實質出現。陰魔王出現在沃德2007年創作的聖經系列的概念圖中。沃德的原創圖畫由前創意總監麥克海爾重設計; 他特意給陰魔王乾涸乾癟的樣子，有助塑造成陰魔王腐爛的外表。本集和其他出現的集中，陰魔王由朗·普尔曼飾演。蝸牛，每一集出現的彩蛋出現本集中，起著重要作用。最初，蝸牛是受到《辛普森家庭》劇集中圈内笑话的啟發，是沃德在《探險活寶》的每集中“做出的遊戲，可以時在背景找到的東西”，如蝸牛。然而在《愚笨的人類》中，蝸牛充當陰魔王逃脫的替死鬼。蝸牛也在其他集數扮演重要的角色，如《學人精》和《陰魔王》。奧斯本後來指出，蝸牛出現令影迷高興的是知道蝸牛已經出現在所有集數中，並且在積極搜索之前。
在原本分鏡裡，陰魔王的巢穴並不是個別設計成地鐵。這是後來被背景設計所加入。攻擊芬恩和傑克的不死骷髏應該源自《龙与地下城》中具體的不死生物。然而，沃德改變主意，並安排角色設計師安迪·里斯塔諾（Andy Ristaino）設計了屍體。里斯塔諾粗暴地讓他們看起來好像是“東岸通勤者[全]捆紮在一起的冬天”。他力求“具體化”，就像在地鐵上看到的人們，如腳踏車小弟、一對夫婦、戴著“高飛帽”的男人和穿西裝的男人。最初分鏡陰魔王放下他的炸彈，產生一個簡單的蘑菇雲。而分鏡改良伊恩·瓊斯·奎特（Ian Jones-Quartey）在爆炸中增添了臉。隨後里斯塔諾將骨頭添加到煙霧。工作人員喜歡這個版本，後來在卡片式的字幕上。
由於《愚笨的人類》泡泡糖的臥室裡發生大量行為，莫伊漢擔心不有趣，而且“人們會感覺無趣”。為此莫伊尼漢和桑切斯創造了“同時有趣又可怕”的場景。沃德指出他喜歡“大笑起來到嚇壞了”這種方式的場景。前分鏡亞當·穆托評論，著魔的場景變成了“糟糕和令人倒胃口”。瓊斯·奎特稱附身的泡泡糖公主融化時的畫面“很可怕的”。雖然本動畫免掉动画物理学，但桑切斯和莫伊尼漢做出泡泡糖將阿寶和老皮擲向牆壁但沒害到他們的場景。莫伊尼漢後來辯解牆壁是由糖果製成的，因此是無害的。
《人類大反擊》的結尾泡泡糖逆齡成一名13歲的女孩的情節線。在第三季劇集《太年輕》中延續並最終解決。泡泡糖的年輕版本由伊莎貝拉·艾克絲飾演，將在《太年輕》中再度飾演。據莫伊尼漢，最初“傳言”幾集讓年輕泡泡糖出現，但最終13歲的版本在她恢復正常之前被減到只有兩次。

## 迴響
2011年5月2日於卡通頻道首播《愚笨的人類》和《人類大反擊》。這兩集都有192萬觀眾觀看，並得到1.3/2的尼爾森收視率。表示有1.3%的家庭和2%的在此集播放時看的家庭。本集首次發行於2012年《探險活寶：老皮對咪喵》DVD，包括前三季的16集。不久於2013年6月重新發行第二季DVD完整版。這季最初應該是以《愚笨的人類/人類大反擊》結束，但是由於日程衝突，《吸血鬼訓練課》是第二季的最後一集。儘管如此，沃德仍然認為這兩部是真正此季的結局，並且兩部是第二季DVD版本上的最後一集。
DVD Talk的泰勒·福斯特（Tyler Foster）讚揚《愚笨的人類》及《人類大反擊》兩集，指出儘管事件只代表了”直截了當連載的開始“，故事轉折仍然是 “將發生何事的誘人心情。”《连线》雜誌指出此部是截至第三季《太年輕》的《老皮對咪喵》DVD中的最為突出，被稱為“三部曲”這次評論讓這個劇集為泡泡糖公主的外在死亡、復活和衰老奠定基礎，成為下一季的主要關鍵情節。MIGN的馬特·福勒（Matt Fowler）讚揚《愚笨的人類》及《人類大反擊》，並特地嘉許陰魔王，指出他是“一個真正怪誕的惡棍替《探險活寶》添寫了半黑暗的世界。最後福勒對這兩集非常開心，寫道為這季“強烈地”收尾。